# اوگلوفسکویه
اوگلوفسکویه (روسی: Угловское) یک منطقهٔ مسکونی در روسیه است که در سرزمین آلتای واقع شده‌است.